# جون فون نيومان
كان جون فون نيومان (28 ديسمبر 1903 - 8 فبراير 1957) (بالإنجليزية: John Von Neumann) رياضياتيًا مجريًا أمريكيًا، وفيزيائيًا، وعالم حاسوب، ومهندسًا، وموسوعيًا. اعتُبر فون نيومان عمومًا الرياضياتي الأبرز في زمانه، وقيل إنه «آخر ممثل للرياضياتيين العظماء». دمج بين العلوم الصرفة والتطبيقية.
قدم نيومان إسهامات كبرى في العديد من الميادين، بما فيها الرياضيات (أُسس الرياضيات، والتحليل الدالي، ونظرية إرجوديك، ونظرية الزمر، ونظرية التمثيل، والجبر المشغّل، والهندسة الرياضية، والطوبولوجيا، والتحليل العددي)، والفيزياء (ميكانيكا الكم، وجريان الموائع، وميكانيكا الكم الإحصائية)، والاقتصاد (نظرية الألعاب)، والحوسبة (هيكلة فون نيومان، والبرمجة الخطية، والآلات المتضاعفة ذاتيًا، والحوسبة العشوائية)، والإحصاء. كان رائدًا في تطبيق نظرية المؤثرات على ميكانيكا الكم في تطوير التحليل الدالي، وشخصية رئيسة في تطوير نظرية الألعاب ومفاهيم الأتمتة الخلوية، والبنّاء الشامل والحاسوب الرقمي.
نشر نيومان أكثر من 150 ورقة بحثية في حياته: نحو 60 منها في الرياضيات الصرفة، و60 في الرياضيات التطبيقية، و20 في الفيزياء، والباقي في مواضيع خاصة رياضية أو غير رياضية. نُشر آخر أعماله، وهو مخطوطة يدوية غير منتهية كتبها وهو في المشفى، لاحقًا في هيئة كتاب تحت اسم الحاسوب والدماغ.
سبق تحليله لبنية التضاعف الذاتي اكتشاف بنية الحمض النووي الريبوزي منفوص الأكسجين. في قائمة قصيرة من الحقائق حول حياته سلمها للأكاديمية الوطنية للعلوم، كتب: «إن الجزء الذي أعتبره الأهم في عملي هو ذاك المتعلق بمكيانيكا الكم، الذي تطور في غوتنغن في عام 1926، ثم في برلين في عامي 1927 – 1929. وأيضًا، عملي حول الأشكال المتعددة لنظرية المشغّل، في برلين 1930 وبرنستون 1935 – 1939، وحول النظرية الإرجودية في برنستون 1931 – 1932».
في إبّان الحرب العالمية الثانية، عمل فون نيومان على مشروع مانهاتن مع الفيزيائي النظري إدوارد تيلر، والرياضياتي ستانيسلاف أولام وغيرهما، على الخطوات المفتاحية لحل المشاكل في الفيزياء النووية التي تنطوي عليها التفاعلات النووية الحرارية والقنبلة الهيدروجينية. طور النماذج الرياضية التي تستند إليها العدسات الانفجارية التي استُخدمت في السلاح النووي داخلي الانفجار وصاغ مصطلح «كيلو طن» (للتي إن تي) ليكون مقياسًا لشدة الانفجار المتولدة. بعد الحرب، شغل كرسيًا في اللجنة الاستشارية العامة في الهيئة الأمريكية للطاقة الذرية، واستشارته منظمات من ضمنها القوات الجوية الأمريكية، ومختبر الأبحاث البالستية خاصة الجيش، ومشروع الأسلحة الخاصة للقوات المسلحة، ومختبر لورانس ليفرمور الوطني. بصفته مهاجرًا مجريًا قلقًا من أن يحقق السوفييت الأسبقية النووية، صمم وروج لسياسة الدمار المتبادل المؤكد للحد من سباق التسلّح.

## نشأته وتعليمه

### خلفيته العائلية
وُلد فون نيومان تحت اسم نيومان جانوس لاجوس لعائلة يهودية ثرية متثقفة بثقافة أجنبية وغير متعصبة. في المجر، يُذكر اسم العائلة أولًا، واسميه الأولين مكافئين لجون لويس في الإنجليزية.
وُلد فون نيومان في بودابست، مملكة المجر، التي كانت آنذاك جزءًا من الإمبراطورية النمساوية المجرية. كان أكبر ثلاثة أخوة، وكان أخواه الأصغران ميهلاي (بالإنجليزية: مايكل فون نيومان؛ 1907 – 1989) وميكلوس (نيكولاس فون نيومان؛ 1911 – 2011). كان والده، نيومان ميكسا (ماكس فون نيومان، 1873 – 1928) مصرفيًا يحمل شهادة دكتوراه في القانون. كان قد انتقل إلى بودابست من بيتش في نهاية ثمانينيات القرن التاسع عشر. وُلد أبو ميكسا وجده في أوند (جزء من بلدة سيرينش) مقاطعة زيمبلين، المجر الشمالية. كانت والدة جون كان مارغيت (بالإنجليزية: مارغريت كان)، وكان والداها جاكاب كان وكاتالين ميسلز من عائلة ميسلز. عاشت ثلاثة أجيال من عائلة كان في شقق باذخة فوق مكاتب كان- هيلر في بودابست، وسكنت عائلة فون نيومان في شقة مؤلفة من 18 غرفة في الطابق الأعلى.
في 20 فبراير من عام 1913، رفّع الإمبراطور فرانز جوزيف أبا جون إلى طبقة النبلاء المجرية لقاء خدماته للإمبراطورية النمساوية المجرية. وهكذا حصلت عائلة نيومان على اللقب المتوارث مارغيتاي، والذي يعني «من مارغيتا» (مارغيتا، رومانيا اليوم). لم يكن للعائلة أي صلة بالقرية، إنما اختير اللقب إشارة لمارغريت، كما كان شعار نبالتهم يصوّر ثلاث زهرات لؤلئية. تحول نيومان جانوس إلى مارغيتاي نيومان جانوس (جون نيومان دي مارغيتا)، الذي غيره لاحقًا إلى الاسم الألماني يوهان فون نيومان. 

### الطفل المعجزة
كان فون نيومان طفلًا معجزة. وقتما كان في السادسة، كان قادرًا على قسمة عددين من ثماني منازل في ذهنه، وكان بوسعه التحدث باللغة الإغريقية القديمة. عندما انتبه فون نيومان ذو السنوات الستة لأمه وهي تحدّق بلا قصدٍ، سألها: «ماذا تحسُبين؟»
عندما كانوا صغارًا، علّمت المربيات فون نيومان وأخوته وأقرباءه. كان ماكس يعتقد أن معرفة لغات بالإضافة إلى الهنغارية ضرورية، فدُرّس الأطفال في إنجلترا وفرنسا وألمانيا وإيطاليا. في عمر الثامنة، كان فون نيومان ضليعًا بالتفاضل والتكامل، لكنه كان مهتمًا اهتمامًا بارزًا بالتاريخ. شق طريقه بقراءة التاريخ العام للتمثيلات الفردية لأونجكن فلهام المؤلف من 46 مجلدًا. كانت نسخة منه موجودة في مكتبة خاصة اشتراها ماكس. حُولت إحدى غرف الشقة إلى مكتبة وغرفة قراءة، فيها رفوف كتب من الأرض إلى السقف.
دخل فون نيومان مدرسة فاسوري الإعدادية اللوثرية في عام 1914. كان يوجين ويجنر سابقًا فون نيومان بعام في المدرسة اللوثرية وسرعان ما صار صديقه. كانت تلك واحدةً من أفضل مدارس بودابست وكانت جزءًا من نظام تربويّ ذكيّ صُمم للنخبة. في ظل النظام المجري، كان الأطفال يتلقون تعليمهم في الجمنازيوم الوحيدة. أنتج نظام المدارس المجري جيلًا اشتُهر بالإنجاز الفكري، ويتضمن تيودور فون كارمان (وُلد في عام 1881)، وجورج دي هيفيشي (وُلد في 1885)، ومايكل بولاني (وُلد في 1891)، وليو زيلارد (وُلد في 1898)، ودينيس غابور (وُلد في 1900)، ويوجين ويجنر (وُلد في 1902)، وإدوارد تيلر (وُلد في 1908)، وبول إردوس (وُلد في 1913). عُرفوا جمعًا في بعض الأوقات باسم «المريخيين».
رغم إصرار ماكس على أن يلتحق فون نيومان بالمدرسة في الفصل المناسب لسنه، فقد وافق على تعيين مدرسين خصوصيين لمنحه توجيهًا متقدمًا في المجالات التي كان قد أظهر فيها كفاءة. في عمر الخامسة عشرة، بدأ بدراسة التفاضل والتكامل المتقدم تحت إشراف المحلل الشهير غابور زيغو. في لقائهما الأول، ذُهل زيغو بموهبة الصبي الرياضياتية إلى حدّ أنه بكى. بعض من حلول فون نيومان الفورية للمعضلات التي طرحها زيغو في التفاضل والتكامل مُشخبرةٌ على قرطاسية أبيه وما زالت معروضة في أرشيف فان نيومان في بودابست. عندما بلغ التاسعة عشرة، نشر فون نيومان ورقتين بحثيتين رياضيتين بارزتين، وقدمت ثانيتهما التعريف المعاصر للأعداد الترتيبية، ما أبطلَ تعريف جورج كانتور. عند خاتمة تعليمه في الجمنازيوم، تقدم فون نيومان لجائزة أوتفوش وفاز بها، وهي جائزة وطنية للرياضيات.

## إسهاماته
- المنطق ووضع النظرية
- ميكانيكا الكم

قام بتطوير نظرية المؤثر
- نظرية اللعبة

له تطبيقات مهمة للغاية في الاقتصاد
- الأسلحة النووية

كان واحد من العلماء المشاركين في مشروع مانهاتن.
- علوم الحاسوب

وضع معمارية للحساب بالحواسيب الرقمية، عرفت بمعمارية فون نيومان، وقوامها خمسة عناصر أساسية تؤمن له أداء متعدد الأغراض، هذه العناصر هي وحدة الحساب، ووحدة المنطق، ووحدة التحكم، ووحدة الذاكرة، ووحدة الإدخال، ووحدة الإخراج، كما رأى أن يعمل الحاسوب باللغة الثنائية، وجميع الحواسيب المستخدمة حاليا تعمل وفق هذا التصميم.

## السياسة والشؤون الاجتماعية
كان طوال حياته يكن التقدير والاحترام لرجال الحكومة والقادة، هذا ما كان يتعارض كثيراً مع تواجهاته العلمية، وهذا أيضاً ما أدى به إلى خدمة الحكومة في مشروع مانهاتن.
فيما يتعلق بشخصيته فقد كان يتمتع بحس فكاهة عالي، ويحب الأكل والشرب كثيراً.

## التكريم
- تسمية جائزة باسمه (جائزة فون نيومان من معهد بحوث العمليات والعلوم الإدارية)
- وسام جون فون نيومان ويعطى للذين قدموا إنجازات بارزة في علم الحاسوب
- تسمية حفرة في القمر باسمه
- إعطائه الوسام الرئاسي للحرية من قبل الرئيس دوايت أيزنهاور.

## روابط خارجية
- جون فون نيومان على موقع IMDb (الإنجليزية)
- جون فون نيومان على موقع الموسوعة البريطانية (الإنجليزية)
- جون فون نيومان على موقع إن إن دي بي (الإنجليزية)